# Агафонов, Семён Михайлович
Семён Миха́йлович Агафо́нов (31 августа [13 сентября] 1917 — 1 января 1977) — участник Великой Отечественной и Советско-японской войн, в годы Великой Отечественной войны — командир отделения 181-го особого разведывательного отряда Северного флота, Герой Советского Союза (1944), старшина первой статьи.

## Биография
Родился 31 августа (13 сентября) 1917 года в деревне Пушлахта Онежского уезда Архангельской губернии (ныне Приморского района Архангельской области) в семье рабочего. Русский. Член ВКП(б)/КПСС с 1942 года. Образование 9 классов.
В Военно-Морском Флоте с 1938 года.
С 1941 года на фронте. Воевал на Северном флоте в составе легендарного разведотряда В. Н. Леонова.
Особо отличился в ходе Петсамо-Киркенесской операции. В ночь на 12 октября 1944 года в боях при освобождении населённого пункта Лиинахамари на подступах к городу Петсамо (ныне посёлок городского типа Печенга Мурманской области) командир отделения 181-го особого разведотряда Северного флота старшина 1-й статьи Агафонов С. М., вместе с отрядом участвовал в стремительной атаке батареи противника на мысе Крестовом. Один из первых в подразделении он ворвался на батарею, захватил орудие и открыл из него огонь по противнику. В тяжёлых условиях отряд овладел позицией противника, что способствовало прорыву катеров с десантом в залив Петсамовуоно (Печенгский залив) и захвату населённого пункта Лиинахамари.

Бюст С. М. Агафонова в музее Северного флота

Указом Президиума Верховного Совета СССР от 5 ноября 1944 года за мужество и героизм, проявленные в боях с немецко-фашистскими захватчиками, старшине 1-й статьи Агафонову Семёну Михайловичу присвоено звание Героя Советского Союза с вручением ордена Ленина и медали «Золотая Звезда» (№ 5066).
По завершении разгрома фашистской Германии война для фронтового разведчика С. М. Агафонова продолжилась на Дальнем Востоке. В период советско-японской войны в августе 1945 года он воевал в 140-м отдельном разведотряде особого назначения Тихоокеанского флота, высаживался с десантами в порты Юки (Унги), Расин (Наджин), Сейсин (Чхонджин).
В 1948 году С. М. Агафонов демобилизован. Жил в Крыму — в городе Евпатории. Работал на заводе. Скончался 1 января 1977 года.

## Награды
- Медаль «Золотая Звезда» Героя Советского Союза (05.11.1944);
- орден Ленина (05.11.1944);
- три ордена Красного Знамени (02.10.1942; 23.10.1944; 19.08.1945);
- орден Отечественной войны II степени (10.10.1944);
- Медали.